# 飓风珍妮的气象历史
飓风珍妮的气象历史从2004年9月13日开始并持续了超过两个星期。飓风珍妮是2004年大西洋飓风季形成的第11个热带气旋，是第十个获得命名的风暴和第七场飓风，也是第六个大型飓风。这场风暴于9月13日在小安的列斯群岛附近由一股东风波形成，并因接触到的外界环境有利而增强至热带风暴强度。珍妮在东加勒比海得到进一步增强，成为一场强烈热带风暴，并在9月15日吹袭波多黎各前不久发展出了一个风眼。之后风暴的组织结构仍然良好，于9月16日袭击多明尼加最东部前达到飓风强度。
飓风珍妮在穿越伊斯帕尼奥拉岛东部的过程中稳步减弱，9月17日时一度短暂降级为热带低气压，然后重新到达开放海域。其原有的环流已经消散，但中心主雷暴区附近又有新的环流形成。之后风暴转向北上并逐渐组织起来，于9月20日再度达到飓风强度。然后系统以环状路径迂回向西，并因其产生的上升流影响而有所减弱。珍妮继续西进并接触到有利于发展的外界环境，在9月25日穿越巴哈马北部前达到大型飓风强度。次日，风暴袭击了佛罗里达州的马丁县，其登陆位置与数星期前的飓风弗朗西丝几乎完全相同。飓风登陆后逐渐减弱并转向西北，于9月27日在乔治亚州上空降级为热带低气压。低气压又转向东北，于9月28日转变成温带气旋，最终在9月29日与一股冷锋融合而消散。
飓风沿途普降暴雨，在海地造成了毁灭性的泥石流，该国报告有超三千人遇难。风暴在波多黎各和佛罗里达州登陆时也给当地带去了暴雨，引起河流泛滥。飓风以最高强度进行最后一次登陆，其产生的狂风吹袭了之前受到飓风弗朗西斯和飓风查利影响的许多地区。珍妮存在末期将海上的湿气和陆上的干燥空气混合起来，在乔治亚州和中大西洋各州导致龙卷风爆发。

## 形成和初次登陆
飓风珍妮源于9月7日离开非洲海岸的一股东风波，其中包含有适度分散的对流，以每小时19至28公里的速度向西行进，东风波的北面有一片大规模的高压脊。系统起初毫无发展迹象，整个地区充斥着不利其发展的干燥空气。9月11日，对流的组织性略有改善，于次日转变成一片广阔的气旋。不过由于正位于加勒比海的飓风伊万和东风波北面一片上层低气压共同产生的上层风切变影响，系统的整体发展受到阻碍。
9月12日晚，系统朝小安的列斯群岛北部逼近，这一过程中对流的组织结构围绕着一片增大的转向气旋得到改善。外界环境变得更有利于系统强化，其中发展出一股低气压，并且带状特征也有所增长。9月13日晚，系统中已经形成了一片广阔的下层环流，估计在瓜德罗普东南偏东方向约110公里海域发展成第十一号热带低气压。

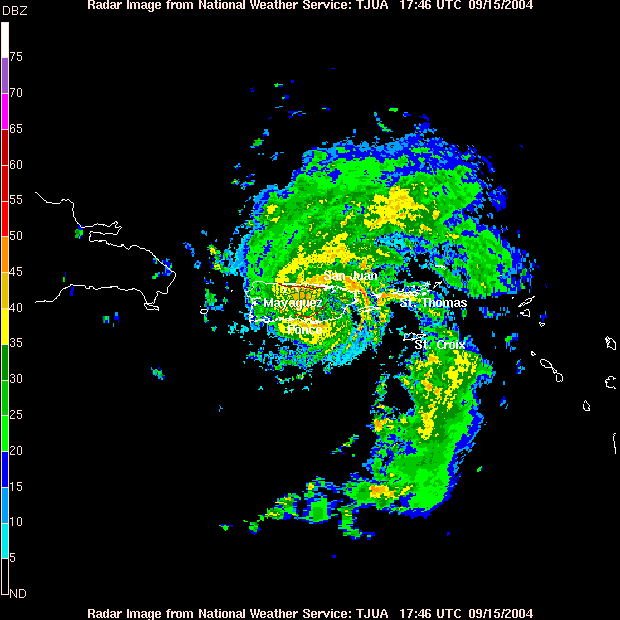
珍妮袭击波多黎各的雷达图像。

由于北面一片副热带高压脊的影响，低气压向西北偏西方向移动，风暴中心在瓜德罗普上空经过。起初环流的范围很广，而且风暴的西北象限偶尔会夹带有干燥的空气。不过，外界环境总体上仍然允许系统得以进一步发展，其西面存在的一个深层低压槽持续提供着有利于风暴强化的外流。环流周围的带状特征有所改善，美国国家飓风中心于9月13日将圣克洛伊岛东南方向约220公里洋面的热带低气压升级成热带风暴并将其命名为珍妮（Jeanne）。风暴在穿越小安的列斯群岛的过程中给局部地区带去了暴雨，瓜德罗普报告的总降雨量达到305毫米。
热带风暴珍妮在东加勒比海上接触到了水温达到29摄氏度（84华氏度）的温暖海水，其组织结构迅速获得进一步改善，发展出一个紧凑的内层核心和层次分明的外流。气象部门起初预测风暴会在穿越波多黎各前达到飓风强度。但到了9月15日，由于风切变和干燥空气增多，风暴的组织性出现显著恶化，雷达图像显示有一股下层环流和对流分离。协调世界时9月15日下午16点，珍妮以每小时115公里风速在瓜亚马附近登陆，并且其登岸时正在形成风眼。波多黎各在珍妮掠过期间普降暴雨，其中别克斯岛达到最高的605毫米，整个地区因降水导致了中到重度的洪涝灾害，多条河流出现了历史最高水位。该区域还受到热带风暴左右强度大风的影响。

## 二度登陆和再次增强

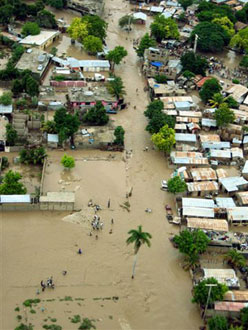
珍妮产生的降水在海地引发了特大洪灾。

热带风暴珍妮在波多黎各上空持续了约8个小时，这一过程中一直保留着眼状特征和层次分明的对流内部核心。进入莫纳海峡后，风暴有所增强，于9月16日达到飓风强度并吹袭多米尼加共和国的最东部。珍妮接下来继续缓慢地沿海岸线向西北偏西方向行进并迅速减弱为热带风暴，到了登陆24小时后，风暴对流已显著恶化，眼状特征已经消散。9月17日晚，已给伊斯帕尼奥拉岛带去倾盆大雨的系统以热带低气压强度进入大西洋。海地包括沿海城市戈纳伊夫在内的多个地区出现特大洪灾和泥石流，全国共报告有超过3000人死亡。
9月17日风暴还位于伊斯帕尼奥拉岛上空时，美国国家飓风中心发布了一份预报，认为珍妮有可能会在未来约5天时间内在萨凡纳附近登陆。但预测中也指出，由于转向气流的影响，风暴的动向存在不确定性，这些转向气流又取决于飓风伊万残留部分以及珍妮后方一个正在形成高压脊的动向。以热带低气压强度离开该国后，原有的环流中心与对流分离向西行进并消散，但对流附近又立即发展出了新的环流，风暴也在9月18日重新达到热带风暴强度。这个时候，飓风伊万关联的中层环流和一个低压槽一起令大西洋西部的高压脊有所减弱，珍妮也因此转向北上穿过特克斯和凯科斯群岛。
风暴在北上的过程中起初因南面存在上层低气压的影响而未能增强。环流变得广阔且拉长，并从最深层对流中分离。不过远离这片上层低气压后，环流的组织性得到改善，与对流的关联也更密切。经过一段时间的组织，风暴中心上空在9月20日中午发展出深层对流区。对流中有风眼形成，到了9月20日晚，珍妮在位于巴哈马的阿巴科群岛东北偏东方向约570公里海域再次达到飓风强度。
珍妮逐渐增强为热带风暴时，美国国家飓风中心对其将来动向的预测存在困难，计算机飓风模型的预测结果存在重大分歧。其中一种认为风暴会向速向东北偏东行进，经过一个低压槽南部，沿飓风卡尔的路径到达低压槽以东。另一种则预测珍妮会因一个正在形成的高压脊影响转向东南并以环状路径向西发展。9月20日清晨，官方决定按第一种结果进行预报，不过到了当天晚些时候又改为预报风暴会转向南下。

## 最高强度和最后一次登陆

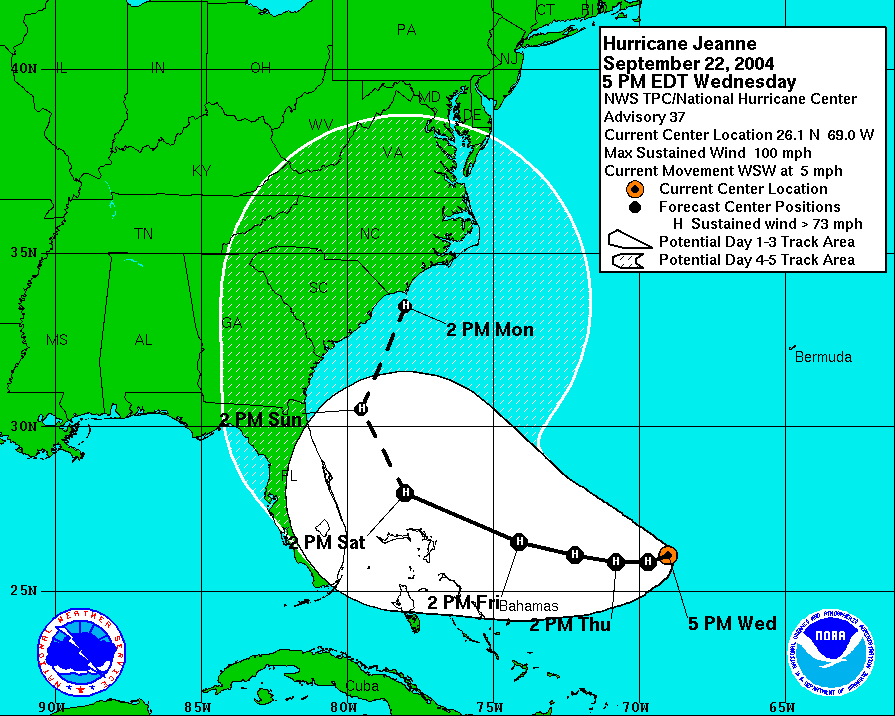
美国国家飓风中心在珍妮登陆数天前发布的预报图，认为风暴会对北卡罗莱纳州构成威胁。

飓风珍妮在向东转向的过程中稳步增强，发展出一个83公里宽的风眼。9月22日，风暴开始向东南转向，同时风速增至每小时160公里，达到萨菲尔-辛普森飓风等级下的二级飓风标准。美国国家飓风中心也在这时预测珍妮会转向西进，之后再转至西北，在五天时间内到达距北卡罗莱纳州恐怖角（Cape Fear）100公里内海域。气象部门使用模型预测风暴会继续向西穿过佛罗里达州中部，是所有模型预测中最偏西面的结果。到了9月23日清晨，官方预测又调整为风暴会穿过佛罗里达州东北部，还曾一度预计气旋会转向东北以飓风强度袭击南卡罗莱纳州。
9月23日时，珍妮已开始缓慢向西前进，之前层次分明的风眼开始变得不规则。风暴缓慢经过其四天前所途经的水域，引起了上升流，海面以下温度较低的深层海水被旋风卷至海面，令海面温度下降。珍妮的强度也因此于9月23日中午降至飓风的最低标准，与之前认为风暴会再次强化并达到大型飓风标准的预测相反。9月24日清晨，系统的风速已降至每小时130公里，对流强度也有所减弱，风眼因夹带的干燥空气而受到侵蚀。不过随着珍妮进入水温更高的海域，风眼周围也重新发展出了深层对流。外界有利的上层环境让外流变得更加层次分明，不过尺寸较大的风眼，和附近的干燥空气则是制约风暴增强的主要因素。到9月25日中午12点左右，飓风珍妮达到大型飓风强度，并于两小时后在阿巴科群岛登陆。

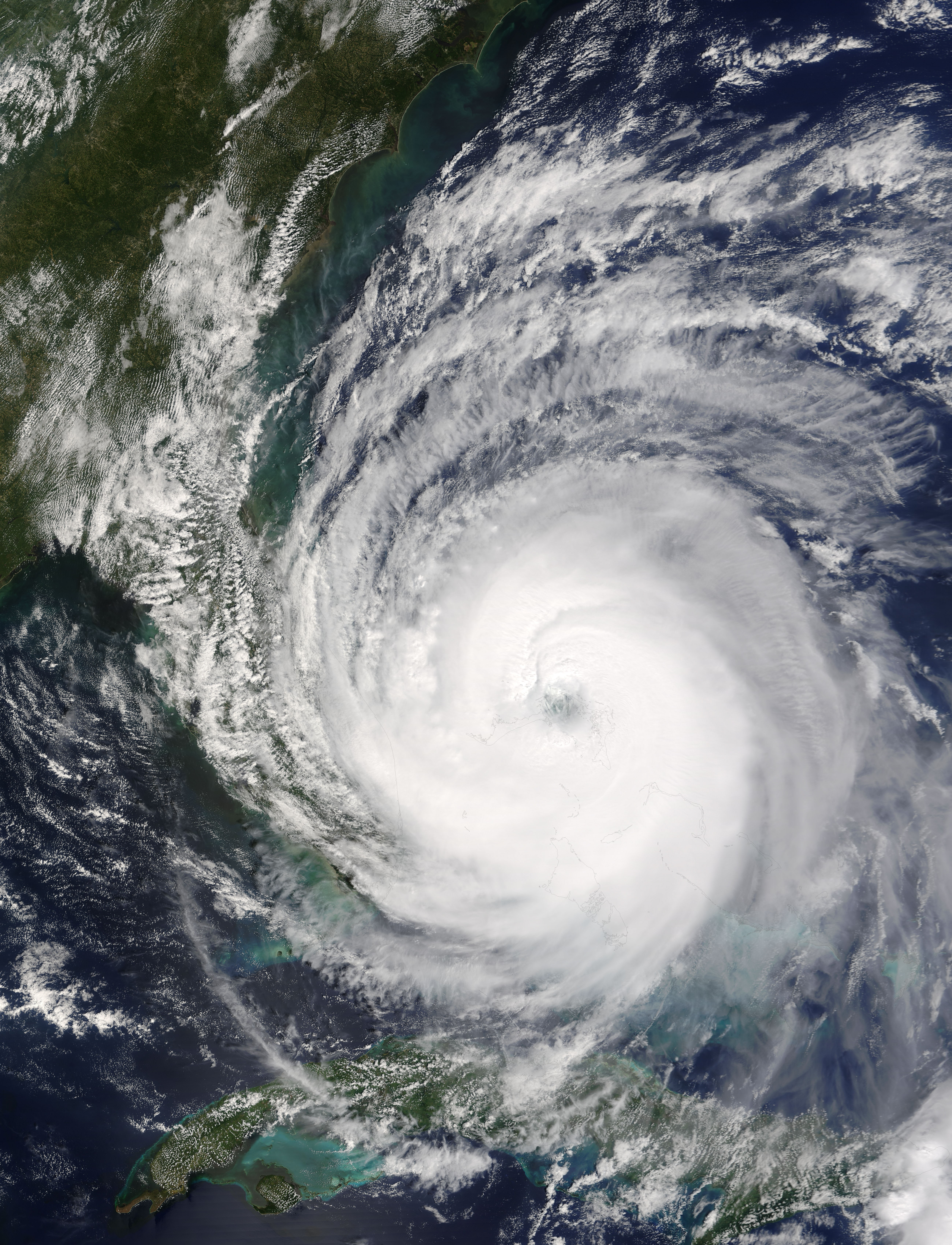
即将登陆的飓风珍妮。

气象部门之前曾预测风暴会转向西北并沿佛罗里达州东北海岸行进，到珍妮最终登陆前24小时，美国国家飓风中心认为由于北面一个持续存在高压脊的影响，风暴将在佛罗里达州东部登陆。飓风经过大巴哈马岛，并在巴哈马产生了时速高达210公里的阵风。风暴接下来向佛罗里达州逼近，这一过程中由于受到眼墙置换的影响而未能得到进一步增强，原本的风眼外围有外层风眼墙形成，导致中心的风眼因缺乏湿气而收缩并消散。9月26日清晨4点，飓风珍妮以每小时195公里的最大风速在距佛罗里达州斯图尔特不远的哈钦森岛（Hutchinson Island）最南端登陆，这时其风眼直径达到85公里。飓风登陆的位置几乎于21天前登陆的飓风弗朗西丝完全相同。
飓风在朝佛罗里达州中东部的内陆进发过程中给圣卢西亚县带去了高达3米的风暴潮，新士麦那海滩的大部分城市海堤都被风暴潮冲毁。不过由于风暴潮来袭时正处退潮期，所以总体产生的影响仍然小于预期。珍妮途经塞巴斯蒂安附近时其中心北部一片非常小的范围内产生了每小时195公里的狂风，这也是这场飓风产生的最大风速，不过美国国家飓风中心指出，风暴还在海上时可能有过更快的风速。美国国家气象局位于墨尔本的办事处记录到的持续风速为每小时147公里，是正式记录中的最大持续风速，由于飓风沿途导致了大范围停电，所以没有记录到更高的风速。最高的阵风时速出现在匹尔斯堡，达到206公里。此外，飓风的风眼墙还产生了倾盆大雨，奧西欧拉县非建制地區基南斯维尔（Kenansville）达到最高的304毫米。这些降水导致淡水湖泛滥，圣约翰河水位上涨。飓风还在岸上催生了多个中尺度涡旋和龙卷风。

## 消亡

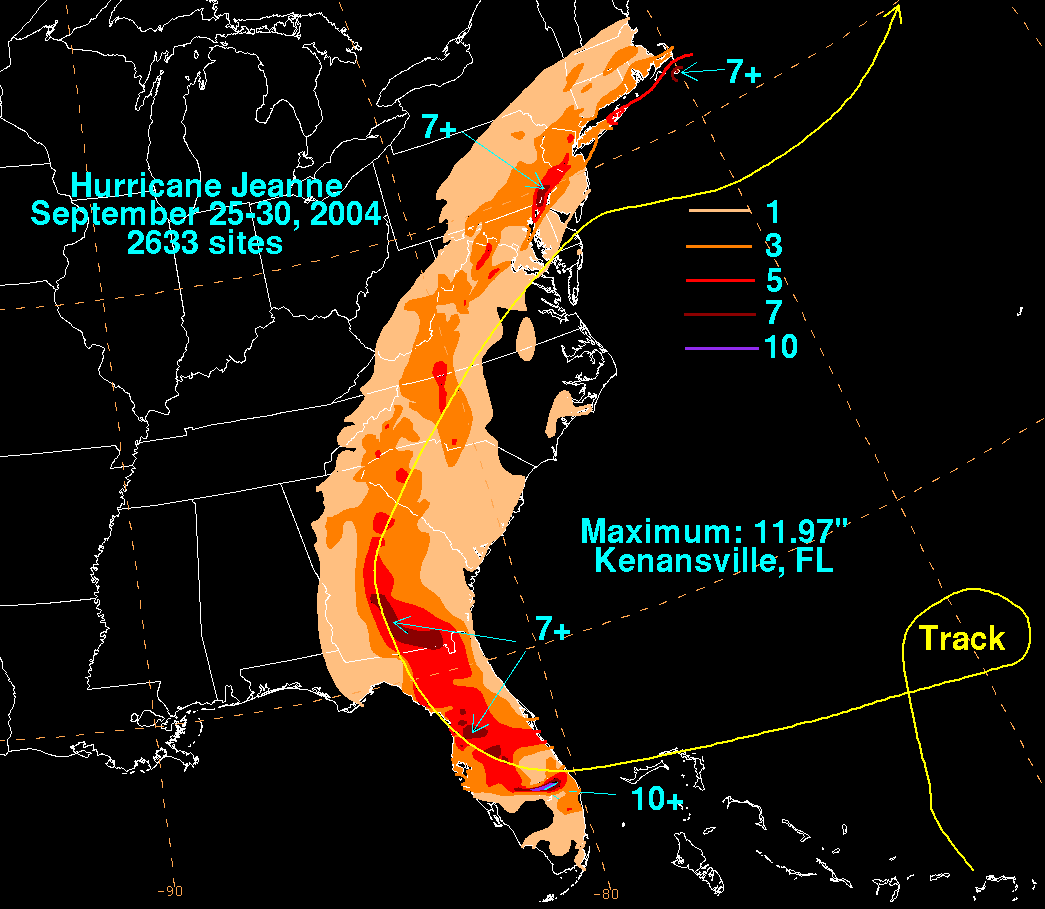
飓风珍妮产生的降雨。

随着飓风珍妮深入内陆，其内层风眼墙逐渐消散，外层风眼墙也很快变得模糊。风暴转向西北偏西，沿东北部高压脊的西部边缘蜿蜒行进。登陆14小时后，珍妮已在坦帕湾地区附近减弱成热带风暴。风暴令佛罗里达州西部近海潮汐上涨，锡达礁的潮水比正常水平高1.4米，并且风暴过境后从岸上吹出的大风也产生了高于正常水位的潮汐。气象部门一度预测珍妮将进入墨西哥湾，但风暴实际上仍然在陆上行进并继续减弱。9月27日清晨，干燥的空气已侵入环流南部外围，减弱了系统南部的雷暴活动。接下来风暴转上北上进入乔治亚州南部并减弱成热带低气压。
珍妮在北上的过程继续产生中到大雨，乔治亚州南部的降雨量超过175毫米。该区域的一股冷锋迫使低气压加速向东北方向移动，并与墨西哥湾的湿气和南、北卡罗莱纳州上空干燥且稳定的空气混合在一起，给整片地区带去了强烈的雷暴活动，在乔治亚州催生了6场龙卷风，南卡罗莱纳州和北卡罗莱纳州各8场。
进入弗吉尼亚州后，低气压于9月29日在华盛顿哥伦比亚特区附近转变成温带气旋，还在特拉华州的威尔明顿催生出又一场龙卷风，其藤田级数达到2级。风暴带来的湿气给中大西洋各州和新英格兰产生了小到大雨，其中费城和南塔克特附近的降雨量超过175毫米。转变成温带气旋后，风暴残留向东转向进入大西洋，最终与一股冷锋融合而消散。